# スミセイ情報システム
スミセイ情報システム株式会社（スミセイじょうほうシステム、英: Sumitomo Life Information Systems Co.,Ltd.）は、大阪府大阪市淀川区と東京都新宿区に本社を置く、システムインテグレーター（ユーザー系）。住友生命保険相互会社の子会社であり、同社のシステムの開発・保守も手がけている。

## 概要
1971年5月に設立された。住友生命保険のシステム開発・運用業務だけでなく、そこで培った技術・知識を元に、金融・保険業向けのシステムの外販も行なっている。

## 沿革
- 1971年 - 住生コンピューターサービス株式会社として会社設立。住友生命保険のシステム運用業務受託を開始。
- 1973年 - ソフトウェア開発業務開始。
- 1979年 - OA機器・オフィスコンピュータ用ソフトウェアの販売業務開始。
- 1985年
  - 東京支社設置。
  - 住友生命保険のプログラム開発を全面受託。
- 1997年 - 住友生命保険のシステム開発・運用業務を全面受託。
- 1999年 - ERP事業開始。
- 2005年 - 東京本社設置。
- 2008年10月 - スミセイ情報システム株式会社に商号変更。
- 2015年10月 - 清澄事業所設置。

## 事業所
- 大阪本社 - 大阪市淀川区宮原4-1-14 住友生命新大阪北ビル
- 東京本社 - 東京都新宿区西新宿6-14-1 新宿グリーンタワービル
- 南港事業所 - 大阪市住之江区南港北1-7-18 住友生命コスモスクエア情報通信センター
- 清澄事業所 - 東京都江東区深川1-11-12 住友生命清澄パークビル